# Giro del Piemont
El Giro del Piemont (en italià Giro del Piemonte) és una cursa ciclista professional que es disputa anualment al Piemont, Itàlia. És una de les curses ciclistes més antigues d'Itàlia, en disputar-se pocs dies abans que la Volta a Llombardia, cada mes d'octubre, des del 1906. Des del 2005 forma part del calendari UCI Europe Tour, amb una categoria 1.HC.
Fins a 5 corredors s'han imposat en tres ocasions en aquesta cursa, Giovanni Gerbi, Costante Girardengo, Aldo Bini, Gino Bartali i Fiorenzo Magni. El 1951 es produí una greu caiguda que provocà, poques hores després, la mort de Serse Coppi, germà de Fausto Coppi.

## Palmarès
| Any                                                         | Vencedor                 | Segon                | Tercer                   |
| ----------------------------------------------------------- | ------------------------ | -------------------- | ------------------------ |
| 1906                                                        | Giovanni Gerbi           | Battista Danesi      | Luigi Ganna              |
| 1907                                                        | Giovanni Gerbi           | Carlo Galetti        | Mario Gaioni             |
| 1908                                                        | Giovanni Gerbi           | Luigi Chiodi         | Carlo Galetti            |
| 1909. No disputada                                          |                          |                      |                          |
| 1910                                                        | Vincenzo Borgarello      | Pietro Aimo          | Cesare Zanzottera        |
| 1911                                                        | Mario Bruschera          | Carlo Galetti        | Giuseppe Santhià         |
| 1912                                                        | Costantino Costa         | Francesco Innocenti  | Pasquale Uzzo            |
| 1913                                                        | Romolo Verde             | Marcello Sussio      | Giovanni Abellono        |
| 1914                                                        | Giuseppe Santhià         | Angelo Gremo         | Costante Girardengo      |
| 1915                                                        | Natale Bosco             | Nuvola               | Federico Gay             |
| 1916                                                        | Francesco Cerutti        | Paride Ferrari       | Giovanni Abellono        |
| 1917                                                        | Domenico Schierano       | Francesco Cerutti    | Ugo Ruggeri              |
| 1918                                                        | Ugo Bianchi              | Lorenzo Sinchetto    | Nino Ronco               |
| 1919                                                        | Costante Girardengo      | Gaetano Belloni      | Angelo Gremo             |
| 1920                                                        | Costante Girardengo      | Alfredo Sivocci      | Gaetano Belloni          |
| 1921                                                        | Giovanni Brunero         | Giuseppe Azzini      | Alfredo Sivocci          |
| 1922                                                        | Angelo Gremo             | Bartolomeo Aimo      | Costante Girardengo      |
| 1923                                                        | Bartolomeo Aimo          | Camillo Arduino      | Angelo Gremo             |
| 1924                                                        | Costante Girardengo      | Federico Gay         | Bartolomeo Aimo          |
| 1925                                                        | Gaetano Belloni          | Bartolomeo Aimo      | Alfredo Binda            |
| 1926                                                        | Alfredo Binda            | Giovanni Brunero     | Costante Girardengo      |
| 1927                                                        | Alfredo Binda            | Battista Giuntelli   | Antonio Negrini          |
| 1928                                                        | Marco Giuntelli          | Battista Giuntelli   | Amulio Viarengo          |
| 1929                                                        | Antonio Negrini          | Alfredo Binda        | Battista Giuntelli       |
| 1930                                                        | Ambrogio Morelli         | Aldo Canazza         | Fabio Battesini          |
| 1931                                                        | Mario Cipriani           | Guglielmo Marin      | Giovanni Firpo           |
| 1932                                                        | Giuseppe Martano         | Giuseppe Olmo        | Fel. Lessona             |
| 1933                                                        | Antonio Folco            | Andrea Minasso       | Battista Astrua          |
| 1934                                                        | Learco Guerra            | Giuseppe Martano     | Domenico Piemontesi      |
| 1935                                                        | Aldo Bini                | Domenico Piemontesi  | Romeo Rossi              |
| 1936                                                        | Aldo Bini                | Giuseppe Olmo        | Giovanni Cazzulani       |
| 1937                                                        | Gino Bartali             | Fausto Montesi       | Severino Canavesi        |
| 1938                                                        | Pietro Rimoldi           | Severino Canavesi    | Aldo Bini                |
| 1939                                                        | Gino Bartali             | Cesare Del Cancia    | Fausto Coppi             |
| 1940                                                        | Cino Cinelli             | Aldo Bini            | Osvaldo Bailo            |
| 1941                                                        | Aldo Bini                | Gino Bartali         | Osvaldo Bailo            |
| 1942                                                        | Fiorenzo Magni           | Gino Bartali         | Pierino Favalli          |
| 1943-44. No disputada per culpa de la Segona Guerra Mundial |                          |                      |                          |
| 1945                                                        | Secondo Barisone         | Carlo Rebella        | Primo Volpi              |
| 1946                                                        | Sergio Maggini           | Antonio Covolo       | Antonio Bevilacqua       |
| 1947                                                        | Vito Ortelli             | Aldo Ronconi         | Mario Vicini             |
| 1948                                                        | Renzo Soldani            | Dino-Placido Ottusi  | Andrea Carrea            |
| 1949                                                        | Adolfo Leoni             | Fausto Coppi         | Fiorenzo Magni           |
| 1950                                                        | Alfredo Martini          | Sergio Pagliacci     | Loretto Petrucci         |
| 1951                                                        | Gino Bartali             | Pasquale Fornara     | Vincenzo Rossello        |
| 1952                                                        | Giorgio Albani           | Luciano Maggini      | Ettore Milano            |
| 1953                                                        | Fiorenzo Magni           | Loretto Petrucci     | Giorgio Albani           |
| 1954                                                        | Nino Defilippis          | Alfredo Martini      | Angelo Conterno          |
| 1955                                                        | Giuseppe Minardi         | Angelo Conterno      | Adolfo Grosso            |
| 1956                                                        | Fiorenzo Magni           | Pasquale Fornara     | Pietro Giudici           |
| 1957                                                        | Silvano Ciampi           | Giuliano Michelon    | Giacomo Fini             |
| 1958                                                        | Nino Defilippis          | Alessandro Fantini   | Arrigo Padovan           |
| 1959                                                        | Silvano Ciampi           | Aldo Moser           | Arrigo Padovan           |
| 1960                                                        | Alfredo Sabbadin         | Nello Fabbri         | Carlo Bugnami            |
| 1961                                                        | Angelo Conterno          | Joseph Hoevenaers    | Giovanni Pettinati       |
| 1962                                                        | Vito Taccone             | Franco Cribiori      | Graziano Battistini      |
| 1963                                                        | Adriano Durante          | Italo Zilioli        | Franco Cribiori          |
| 1964                                                        | Willy Bocklant           | Jaume Alomar         | Guido Carlesi            |
| 1965                                                        | Romeo Venturelli         | Roberto Poggiali     | Dino Zandegù             |
| 1966                                                        | Rudi Altig               | Franco Bitossi       | Gianni Motta             |
| 1967                                                        | Guido de Rosso           | Roberto Ballini      | Mario Di Toro            |
| 1968. No disputada                                          |                          |                      |                          |
| 1969                                                        | Marino Basso             | Ole Ritter           | Cesarino Carpanelli      |
| 1970                                                        | Italo Zilioli            | Mauro Simonetti      | Franco Balmamion         |
| 1971                                                        | Felice Gimondi           | Gianni Motta         | Giorgio Favaro           |
| 1972                                                        | Eddy Merckx              | Felice Gimondi       | Wladimiro Panizza        |
| 1973                                                        | Felice Gimondi           | Marcello Bergamo     | Giancarlo Polidori       |
| 1974                                                        | Francesco Moser          | Michel Pollentier    | Costantino Conti         |
| 1975-76. No disputada                                       |                          |                      |                          |
| 1977                                                        | Roger de Vlaeminck       | Giuseppe Saronni     | Bert Johansson           |
| 1978                                                        | Gianbattista Baronchelli | Clyde Sefton         | Riccardo Magrini         |
| 1979                                                        | Silvano Contini          | Wladimiro Panizza    | Gianbattista Baronchelli |
| 1980                                                        | Gianbattista Baronchelli | Wladimiro Panizza    | Giovanni Battaglin       |
| 1981                                                        | Marino Amadori           | Bruno Wolfer         | Luciano Rabottini        |
| 1982                                                        | Faustino Rupérez Rincón  | Pascal Jules         | Michaël Wilson           |
| 1983                                                        | Guido Bontempi           | Seán Kelly           | Francesco Moser          |
| 1984                                                        | Christian Jourdan        | Acacio da Silva      | Teun van Vliet           |
| 1985                                                        | Charly Mottet            | Urs Zimmermann       | Robert Millar            |
| 1986                                                        | Gianni Bugno             | Enrico Grimani       | Jean-François Bernard    |
| 1987                                                        | Adri van der Poel        | Eric van Lancker     | Adriano Baffi            |
| 1988                                                        | Rolf Golz                | Gianni Bugno         | Marco Lietti             |
| 1989                                                        | Claudio Chiappucci       | Soren Lilholt        | Per Pedersen             |
| 1990                                                        | Franco Ballerini         | Dante Rezze          | Kim Andersen             |
| 1991                                                        | Djamolidine Abdoujaparov | Frédéric Moncassin   | Sammie Moreels           |
| 1992                                                        | Erik Breukink            | Stephen Roche        | Alex Zülle               |
| 1993                                                        | Beat Zberg               | Laurent Dufaux       | Fabrizio Bontempi        |
| 1994                                                        | Nicola Miceli            | Roberto Petito       | Peter Meinert            |
| 1995                                                        | Claudio Chiappucci       | Stefano Zanini       | Davide Cassani           |
| 1996                                                        | Richard Virenque         | Andrea Tafi          | Mauro Gianetti           |
| 1997                                                        | Gianluca Bortolami       | Paolo Lanfranchi     | Biagio Conte             |
| 1998                                                        | Marco Serpellini         | Daniele Nardello     | Stefano Colagé           |
| 1999                                                        | Andrea Tafi              | Marco Serpellini     | Sergio Barbero           |
| 2000. No disputada per les inundacions patides a la regió.  |                          |                      |                          |
| 2001                                                        | Nico Mattan              | Fabio Sacchi         | Matthé Pronk             |
| 2002                                                        | Luca Paolini             | Mathias Kessler      | Gianluca Bortolami       |
| 2003                                                        | Alessandro Bertolini     | Thomas Liese         | Angelo Lopeboselli       |
| 2004                                                        | Allan Davis              | Alberto Ongarato     | Francesco Chicchi        |
| 2005                                                        | Murilo Fischer           | Steven de Jongh      | Paride Grillo            |
| 2006                                                        | Daniele Bennati          | Grégory Rast         | Gene Bates               |
| 2007. No disputada per manca de patrocinador.               |                          |                      |                          |
| 2008                                                        | Daniele Bennati          | Luca Paolini         | Aliaksandr Vússau        |
| 2009                                                        | Philippe Gilbert         | Daniel Moreno        | Francesco Gavazzi        |
| 2010                                                        | Philippe Gilbert         | Leonardo Bertagnolli | Matti Breschel           |
| 2011                                                        | Daniel Moreno            | Greg Van Avermaet    | Luca Paolini             |
| 2012                                                        | Rigoberto Urán           | Luca Paolini         | Gorka Verdugo            |
| 2013-2014. No disputada per problemes econòmics.            |                          |                      |                          |
| 2015                                                        | Jan Bakelants            | Matteo Trentin       | Sonny Colbrelli          |
| 2016                                                        | Giacomo Nizzolo          | Fernando Gaviria     | Daniele Bennati          |
| 2017                                                        | Fabio Aru                | Diego Ulissi         | Rinaldo Nocentini        |
| 2018                                                        | Sonny Colbrelli          | Florian Sénéchal     | Davide Ballerini         |
| 2019                                                        | Egan Bernal              | Iván Sosa            | Nans Peters              |
| 2020                                                        | George Bennett           | Diego Ulissi         | Mathieu van der Poel     |
| 2021                                                        | Matthew Walls            | Giacomo Nizzolo      | Olav Kooij               |
| 2022                                                        | Iván García Cortina      | Matej Mohorič        | Alexis Vuillermoz        |
| 2023                                                        | Andrea Bagioli           | Marc Hirschi         | Alex Aranburu            |
| 2024                                                        | Neilson Powless          | Corbin Strong        | Alex Aranburu            |

1. ↑  «Palmarès a memoire-du-cyclisme.eu». Arxivat de l'original el 2016-03-03. [Consulta: 4 març 2014].
2. 1 2 3  Edició reservada a professionals i amateurs.
3. ↑  Edició reservada a professionals i independents.
4. ↑  Edició reservada a amateurs.
5. ↑  Prova disputada en quatre etapes.
6. ↑  Prova disputada en sis etapes.
7. ↑  Prova disputada en dues etapes.
8. 1 2  Prova de la Copa del Món.
9. ↑  Pollentier arriba segon però és desqualificat.
10. ↑  El 1976 es fusiona amb la Milà-Torí i és reemplaçada per un critèrium: 1r Pollentier, 2n Bitossi, 3r Maertens.